# Om sommeren
Om sommeren (fransk: En été) er titlen på et maleri fra 1868 af den franske maler Pierre-Auguste Renoir.
Det 85 × 59 cm store maleri udført i olie på lærred er et knæstykke der portrætterer hans da ca. tyve år gamle kæreste Lise Tréhot.
Påvirket i romantisk retning af Eugène Delacroix og i realistisk retning af Gustave Courbet står det som et af hans tidlige arbejder i overgangen fra traditionelt ateliermaleri til hans senere, selvstændige impressionistiske malestil.
Maleriet befinder sig i Alte Nationalgalerie i Berlin.

## Beskrivelse
Maleriet viser portrættet af en ung kvinde udført som et knæstykke.
Hun sidder på en stol, hvis runde ryg- og armlæn er synlige i billedets venstre kant.
Til højre for den afbildede ses en brystning, der adskiller billedets forgrund fra baggrunden.
Den unge kvinde gengives forfra.
Hun bærer en hvid nederdel eller skørt med vekslende striber i rødt og sort og en hvid ærmeløs overdel.
Mens overdelens venstre strop befinder sig helt ude ved skulderkanten, er højre strop gledet langt ned over højre overarm og blotlægger derved det meste af dekolletagen.
Den unge kvindes lange, let krøllede sorte hår falder ned over skuldrene til begyndelsen af nederdelen og indrammer brystet.
Håret holdes sammen af et smalt rødt hårbånd, og i højre øre har hun en lille gylden ørering.
Selv om den unge kvindes mørke øjne er rettet fremad, går blikket ikke til betragteren men lidt mod højre,
hvilket giver ansigtet et 'søvnigt fraværende udtryk'.
Underarmene hviler i skødet, og venstre hånd holder om højre håndled.
I højre hånd holder hun et par grønne blade, der muligvis er fra træet i baggrunden og på den måde skaber forbindelse mellem billedets for- og baggrund.
Af træet til højre for pigen ses den mørke træstamme.
Den øvrige baggrund indtages af det flygtigt skitsede løv, som kunsthistorikere beskriver som "dekorativt stiliseret løv" (de: 'ornamental stilisierte Folie') eller med 'mere end baggrund, fordi det trofast gengiver naturen'.
I bladværkets sprækker angiver hvide pletter sollyset.
I billedets forgrund er der ikke noget lys;
kun enkelte hvide pletter i området ved dekolletagen og på armene angiver lysreflektioner.
Maleriet er signeret 'A. Renoir' nederst til venstre i området med armlænet.
Renoir arbejdede med mange kontraster på dette billede.
De rette linjer ved brystningen og træstammen i højre side følger billedets kanter og står over for stolens runde former i venstre side af billedet.
Håret holdes på plads af det røde bånd og falder uordnet ned over brystet.
Det sorte hår kontrasterer farvemæssigt med den lyse hud og den hvide overdel.
Der er også en klar kontrast mellem det fint udførte malearbejde i forgrunden og den med grove penselstrøg skitserede baggrund.
De grove og livlige (de: lebhaften) elementer i baggrunden og det uordnede hår finder deres modstykke i den unge kvindes hvilende udtryk.
Det er ikke kun billedets titel Om sommeren der hentyder til årstiden for dets tilblivelse.
Bladværkets stærke grønne farve og baggrundens 'glinsende lys' peger også på en sommerdag.
Det understøttes af den portrætteredes lette og afslappede tøj.
For forfatteren Sophie Monneret forrådte 'det fraværende udseende, de hængende skuldre' og 'feberhede kinder den trykkende stemning på en varm dag.'
Samme forfatter påpeger også, at pigens udtryk og holdning kan skyldes 'en session for lang for modellen'.
Ifølge Monneret handlede det for Renoir om 'at skabe en følelse af sommerlig lummerhede.'

## Forbilleder
Forbilleder for Renoirs Om sommeren findes i fransk maleri siden 1700-tallet.
For eksempel kan lignende fremstillinger af unge kvinder ses hos Jean-Baptiste Greuze.
Tydeligere er den motiviske nærhed i værker af Eugène Delacroix, hvis unge forældreløse pige på kirkegården fra 1824 foruddiskonterer den hvide overdels uordentlige tilstand hos den unge kvinde i Renoirs Om sommeren.
I sine tidlige år beundrede Renoir især Gustave Courbet, som han havde mødt i 1865, mens han malede i Fontainebleauskoven.
Kunsthistorikere ser især i Courbets Pige med måger fra 1865 og portrættet af hans veninde Joanna Hiffernan i La Belle Irlandaise ('Jo, den smukke irske kvinde') som forbildeder for maleriet Om sommeren, hvor Renoir også portrætterede sin veninde.
Da han malede billedet var Renoir ven med kollegaen Frédéric Bazille, som han boede sammen med for en tid.
I begge maleres værker fra slutningen af 1860'erne er der gentagne fremstillinger af tøj forsynet med moderigtige striber.
Stribemønsteret i pigens kjole kan ses i Bazilles maleri Vue de village ('Landsbyudsigt') såvel som i Lises kjole i Renoirs maleri.
Begge billeder er fra 1868 og blev udstillet året efter på Salon de Paris.
| - Forskellige forbilleder - Jean-Baptiste Greuze: Portræt af en ung pige 1770-80 - Eugène Delacroix: Ung forældreløs pige på kirkegård 1824 - Gustave Courbet: Pige med måger 1865 - Gustave Courbet: Jo, la belle Irlandaise (Jo, den smukke irske kvinde) 1865-66 - Frédéric Bazille: Vue de village (Landsbyudsigt) 1868 |

## Lise Tréhot
Den portrætterede unge kvinde er den tyve år gamle Lise Tréhot.
Renoir lærte hende sandsynligvis at kende gennem sin ven Jules Le Coeur, der havde et forhold til Tréhots søster Clémence.
Lise Tréhot var fra omkring 1865 Renoirs kæreste og var model for mere end 20 af hans personportrætter eller figurmalerier.
Blandt dem er de billeder i stort format som Renoir udstillede i Salonen mens han havde et forhold til Lise Tréhot.
1868 præsenterede han billedet Lise (Lise med parasollen) som helfigur for Salonen, hvor det fik stor opmærksomhed.
Måske fik denne succes Renoir til at male endnu et portræt – Om sommeren – af Lise Tréhot.
Det er Renoirs eneste soloportræt af hende fra det år, og det eneste billede han sendte til Salonen i 1869.
I fransk litteratur omtales billedet både som En été, La bohémienne (sigøjneren) og som Lise, der dog også bruges til maleriet Lise med parasol.
I tysksproget litteratur betegnes maleriet normalt som Im Sommer eller Sommer.
Lejlighedsvis benyttes dog også betegnelserne Die Bohémienne og Lise.
Ud over skildringen som en moderigtig parisisk kvinde i maleriet Lise malede Renoir sin kæreste i meget forskellige roller.
1867 med motivet fra jagtgudinden Diana, hvor Lise blev fremstillet som akt- eller nøgenmodel.
I Les Fiancés - Le Ménage Sisley ('Ægteparret Sisley') var det som maleren Alfred Sisleys kone, og to år senere i orientalsk kostume som odalisk.
1872 sluttede forholdet mellem Lise Tréhot og Renoir, og hun stod aldrig igen model for en maler.
| - Renoirs brug af Lise Tréhot som model - Lise eller Lise med parasol 1867 - Diane chasseresse 'Diana som jæger' 1867 - Les Fiancés - Le Ménage Sisley 'Ægteparret Sisley' 1868 - Odalisk 1870 |

## Indplacering i Renoirs samlede værk
Renoir malede billedet som 27-årig, fire år efter han havde afsluttet sin læretid i Charles Gleyres atelier.
Ikke desto mindre betegnede han sig i 1868 stadig som elev af Gleyre.
For at få anerkendelse som maler indsendte Renoir fra 1863 malerier til Salon de Paris.
Juryen afviste imidlertid 1863 hans Nymfe og Faun, hvorefter Renoir ødelagde maleriet.
Og selv om maleriet Esmeralda blev accepteret i 1864, bragte det ham ikke den ønskede succes,
så efter udstillingen ødelagde han også dette maleri.
De to malerier, som Renoir kunne vise i Salonen året efter, fik heller ikke den ønskede resonans.
Efter to år, hvor han ikke fik adgang til Salonen med sine værker, bragte Lise 1868 endelig den ønskede opmærksomhed i kritikken.
Der manglede imidlertid en kommerciel succes, og Renoir fortsatte med at leve under meget stramme økonomiske forhold.
Han ville ikke 'spille martyr' og forholdt sig derfor som mange malere, der så vidt muligt indgav 'tamme værker' til juryen.
Renoir indsendte 1869 maleriet Om sommeren til Salonen, hvor det blev udstillet under katalognummer 2021 med titlen En été, étude ('Om sommeren, studie').
Det antages, at Renoir valgte tilføjelsen 'étude' (undersøgelse/studie) for at retfærdiggøre den løsere impressionistiske malestil i billedets baggrund.
Hans bekymring for afslag var baseret på afvisningen af Claude Monets maleri Femmes au jardin ('Kvinder i haven'), som ikke blev antaget i 1867 på grund af malestilen.
Med den mere traditionelle malestil i billedets forgrund forsøgte Renoir at overbevise den mere konservative, traditionelle jury og kritikere.
Derudover håbede han ved et lukrativt salg af maleriet at forbedre sin økonomiske situation.
Billedet fik dog ikke kritikernes opmærksom, hvilket kan skyldes en ugunstig placering i udstillingen.
Renoir havde malet billedet Lise i det fri (pleinairisme), mens Om sommeren blev til i atelieret.
Renoir betonede i Om sommeren konturerne af Lise Tréhot, så hendes figur fremstår skarpt aftegnet og levende.
Kunsthistorikeren Douglas Cooper taler om fotografisk nøjagtighed i denne sammenhæng.
Baggrundens sollys når ikke ud til den portrætterede person, hvorved der i forgrunden er en kunstig atelierbelysning.
To år senere behandlede Renoir denne kontrast i sit maleri La Promenade ('Spadsereturen') ved at integrere figurerne i landskabet og arbejde med tonede i stedet for mørke skygger.
Mens det diffuse lys i forgrunden af Om sommeren ikke skaber forbindelse mellem figuren og det omgivende rum, er personerne i 'Spadsereturen' ved lysbehandling og ensartet penselføring indlejret i landskabet.
Om sommeren markerer i Renoirs oeuvre en overgang fra de teknikker han havde lært i Gleyres atelier til hans senere selvstændige malestil.
For forfatteren Monneret indledes der med billedet Om sommeren "en af impressionismes væsentligste anliggender" med "indarbejdelsen af de vejrmæssige forhold".

## Proveniens
Det vides ikke hvornår, til hvem og til hvilken pris Renoir solgte maleriet.
Marts 1873 erhvervede kunstforfatteren Théodore Duret billedet for 400 franc hos en ikke kendt kunsthandler i Rue La Bruyère i Paris.
Derefter indgik maleriet i François Depeaux' (1853-1920) samling i Rouen.
Ved den anden auktion over Depeaux' samling – på grund af hans skilsmisse, første auktion var 1901 – i Paris-galleriet Georges Petit 31. maj og 1. juni 1906 købte kunsthandlerne Bernheim-Jeune, Durand-Ruel og Paul Rosenberg billedet i fællesskab for 4.500 franc.
Formidlet af kunsthandleren Paul Cassirer (1871-1926) i Berlin erhvervede museumsdirektør Hugo von Tschudi november samme år Renoirs Om sommeren til Nationalgaleriet i Berlin.
Da Tschudi måtte indhente godkendelse til malerikøb fra kejser Wilhelm som ikke brød sig om den samtidige franske kunst, forsøgte han at opbygge en samling af impressionistiske værker gennem donationer fra progressive samlere og mæcener.
Juni 1907 fandt han i Mathilde Kappel, enke efter bankmanden Marcus Kappel, en generøs giver, der finansierede købsbeløbet på 8000 Mark.
Siden da befinder maleriet sig i Nationalgalleriets samling som gave fra Mathilde Kappel.
Først hang maleriet i Nationalgalleriets hovedbygning på Museumsinsel ('Museumsøen') før det 1919 blev udstillet i 'Neue Abteilung' i Berlins Kronprinzenpalais.
Efter deponering af Nationalgalleriets samling under anden verdenskrig hørte Om sommeren til de værker, der efter krigen kom til den vestlige del af Berlin,
hvor det først blev vist i orangeriet til Schloss Charlottenburg og fra 1968 i Kulturforum i Neue Nationalgalerie.
Efter den tyske genforening og fusionen af de separate museumssamlinger i øst og vest vendte maleriet tilbage til
Alte Nationalgaleries bygninger.